# Музей народной архитектуры и быта Средней Надднепрянщины

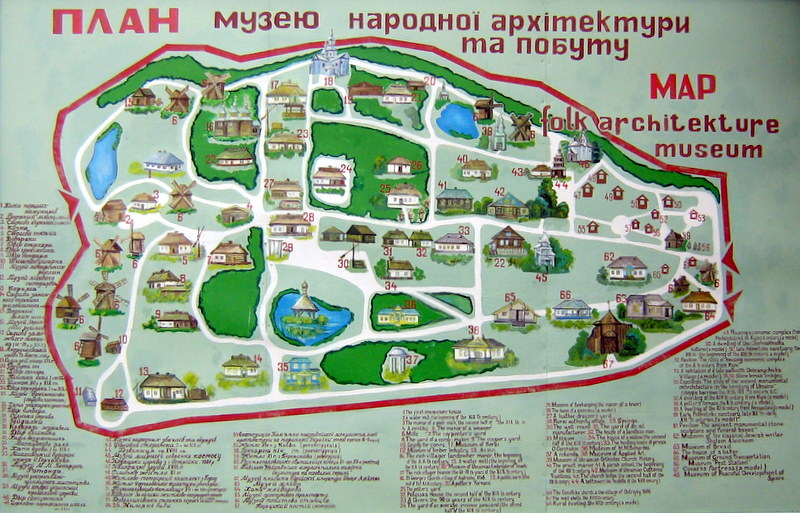
План музея

Музе́й наро́дной архитекту́ры и бы́та Сре́дней Надднепря́нщины (укр. Музей народної архітектури та побуту Середньої Наддніпрянщини) — музей под открытым небом, расположенный на окраине Переяслава. Входит в состав Национального историко-этнографического заповедника «Переяслав».
В музее представлено украинское село Средней Надднепрянщины как конца XIX, начала XX веков, так и здания и стоянки со времён позднего палеолита до времён Киевской Руси. На территории в 30 гектар размещено 13 тематических музеев, которые являются органическим продолжением музея-села. Музей знакомит с народной культурой, архитектурой и творчеством, обычаями и обрядами украинцев Средней Надднепрянщины. Вниманию посетителей представлены 122 памятника народной архитектуры, свыше 30 тысяч памятников материальной и духовной культуры.
Выдающуюся роль в становлении и развитии музея, формировании экспозиции сыграл возглавлявший его в течение многих лет Михаил Сикорский, Герой Украины.
Музей расположен по адресу: Украина, Киевская область, г. Переяслав, ул. Летописная, 2. Открыт для посетителей ежедневно с 10 до 17 часов.

## Объекты музея
На территории музея расположены 185 объектов, из них 104 памятники народной архитектуры XVIII—XIX веков, в том числе 20 дворов с домами и хозяйственными постройками, 23 разнообразные установки и мастерские, более 20 тысяч произведений народного искусства, орудий труда, предметов быта, собранных в лесостепной зоне Украины. Украшениями музея являются два рукотворных пруда, дендропарк с десятками тысяч деревьев и кустов, ухоженные дворы и огороды.

### Древнейшие здания и достопримечательности

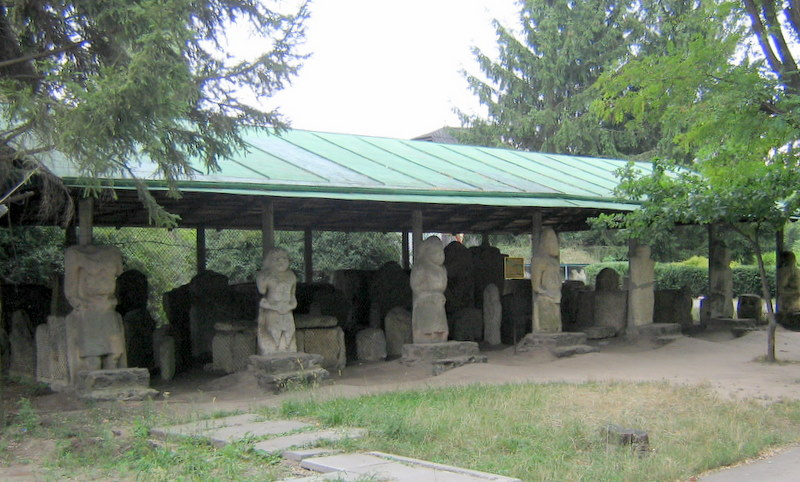
«Каменные бабы»

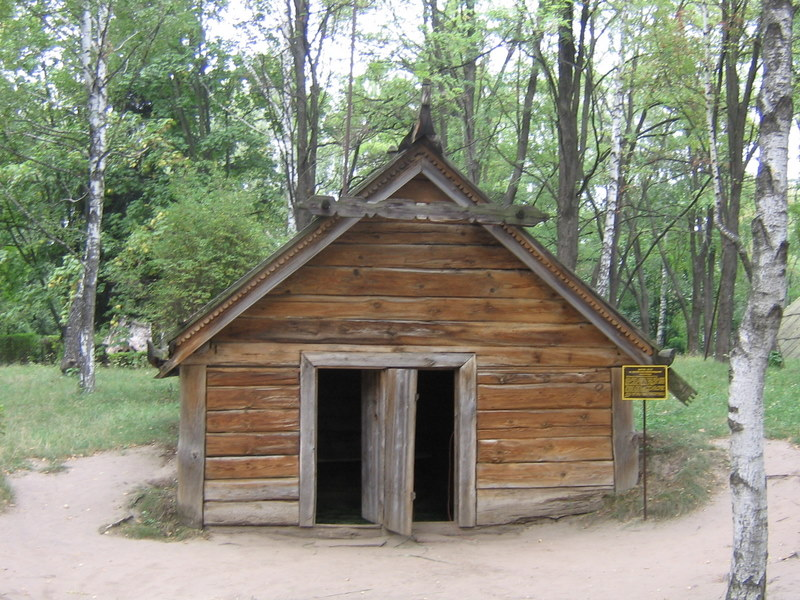
Жилище XI века, Переяслав. Реконструкция

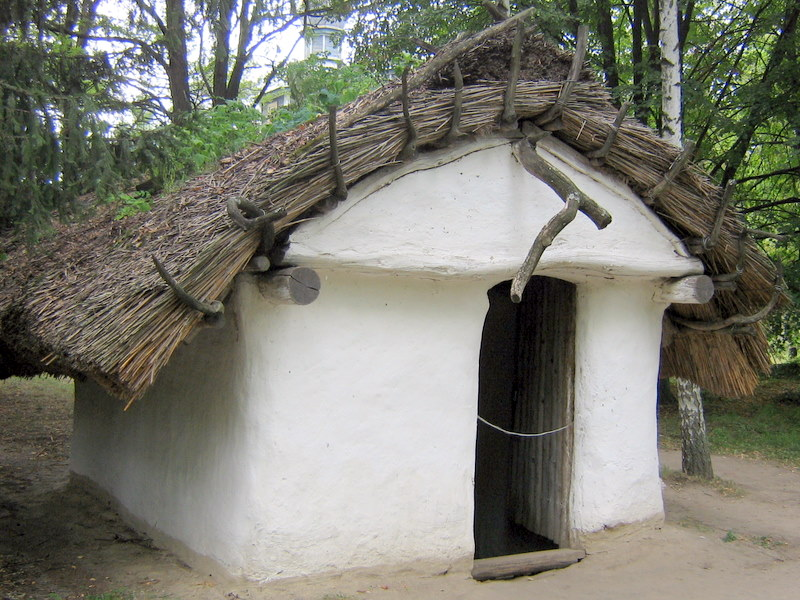
Жилище XI века, с. Сосновая, Переяслав-Хмельницкий район, Киевская область

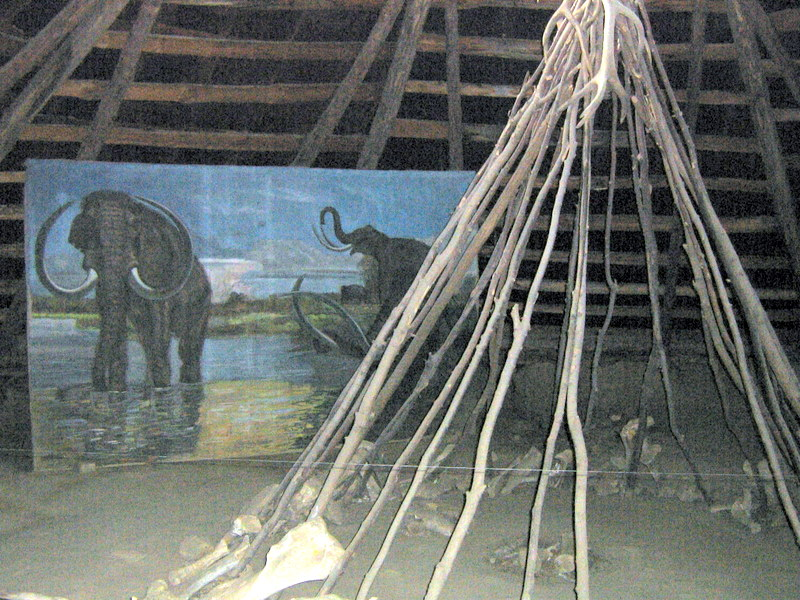
Фрагмент стоянки позднего палеолита. с. Добраничевка, Яготинский район, Киевская область

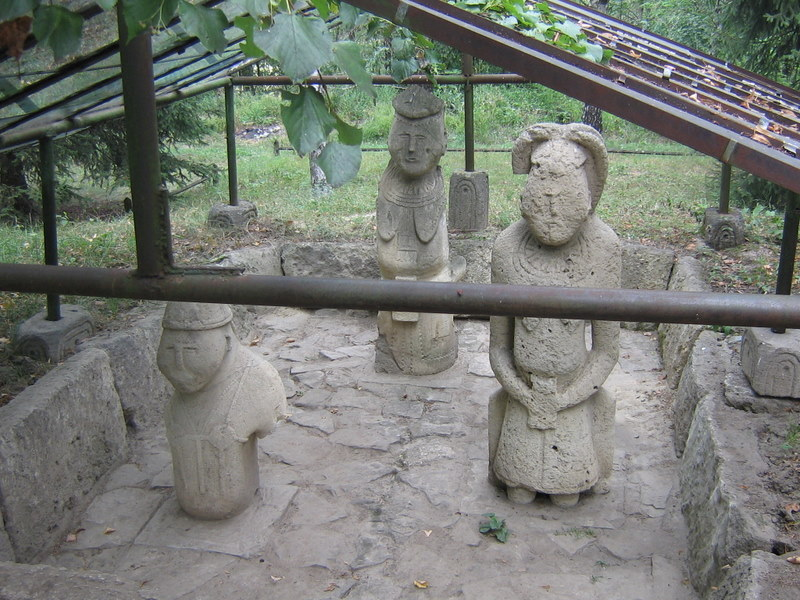
Половецкое святилище конца XII — нач. XIII века. Чаплинский район, Херсонская область. Реконструкция

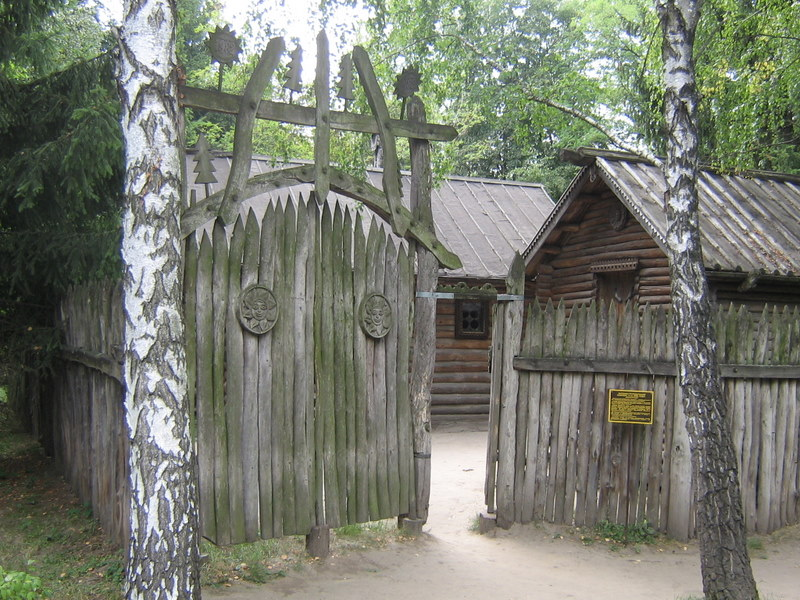
Жилищно-хозяйственный комплекс X века. Киев. Подол. Реконструкция

Древнейшая монументальная каменная скульптура и погребальные саркофаги: В каменных саркофагах погребали своих покойников племена кеми-обинской культуры (IV век до н. э.). Их помещали под насыпь кургана. Саркофаги расписывались изнутри минеральными красками, преимущественно красной охрой. Узоры были от самых простых чёрточек, «ёлок», солярных знаков, до более сложных композиций.
Антропоморфные стелы — первые монументальные каменные изображения человека. Они связаны преимущественно с похоронными обрядами. Создателями стел были племена кеми-обинской и ямной культур (VI—IV век до н. э.). Они изображают человека-воина в полном боевом снаряжении. В скифской скульптуре выступает образ предка-родоначальника, героя.
Тюркоязычным народам украинских степей — торкам, печенегам и половцам (X—XIII века) принадлежала наиболее совершенная группа каменной скульптуры, так называемые «каменные бабы». Они разделяются на стоячие, сидячие и погрудные фигуры; мужские и женские.
Жилище XI века: Однокамерная полуземлянка размером 3,8 х 4 метра. Стены сложены из сосновых тёсаных брёвен в технике горизонтального заполнения «в шулы». Крыша двускатная с коньком и жёлобом для отвода воды, покрытый тёсом. «Волоковые» окна на ночь задвигались досками. Двери вращались на деревянной оси — «бегуне».
Воспроизведён интерьер. В правом углу размещена глинобитная печь, которая топилась «по-чёрному», слева полати из досок, под ними яма для зерновика, в центре стол из дубового пня. Пол глинобитный. Жилище было типичным для рядовой застройки ремесленных кварталов древнего Переяслава.
Жилище XI века: Это жилище воспроизведено по материалам исследования. Оно ориентировано входными дверями на восток, углубление в земле 0,8 метров, размеры 3,3 х 2,4 м. Слева от дверей, в юго-восточном углу, размещена глинобитная печь, имеющая круглую форму диаметром по нижней основе 1,4 м. Свод сохранился на 0,2 м. Под печи имеет 6 подмазок — результат долговременного использования и многоразовых ремонтов. Остатки печи были перевезены в музей монолитом.
Стены жилища каркасно-столбовые, плетёные из лозы, мазаные глиной, белёные. Опорные столбы (сохи), размещённые снаружи, поддерживают камышовую двускатную крышу. Вход в жилище по деревянным ступеням.
Фрагмент стоянки позднего палеолита (15 тысяч лет до н. э.): На стоянке, которая находилась на левом берегу реки Супой, были исследованы 4 жилищно-производственных комплекса, принадлежавших племени охотников на мамонтов. Один из комплексов был перевезён в экспозицию музея. Он состоит из жилища, трёх ям—«кладовых» с костями мамонтов и мастерской для обработки кремня. Жилище реконструировано, а ямы—«кладовые», перевезены со стоянки.
Жилище имело вид куреня, каркас которого выполнен из деревянных жердей, которые снаружи укрывались шкурами животных. Основание жилища обставлено большими костями мамонта, преимущественно черепами, в отверстия которых вставлены жерди.
Ямы-кладовые заполнены костями и бивнями мамонта, использовавшимися для изготовления орудий труда, строительства, отопления и освещения жилища.
Рядом с жилищем — открытый очаг, возле которого изготовлялись орудия из кремня.
Над экспозицией возведен павильон, повторяющий формой жилище-курень.
Половецкое святилище: Святилище представляет собой прямоугольное, выложенное известняком углубление, в центре которого установлены каменные статуи — две женские и одна мужская. Представленные в святилище скульптуры относятся к наиболее развитым и совершенным типам XII—XIII веков.
На дне углубления этого святилища были найдены остатки жертвоприношения — кости животных (коня, барана, быка, медный казан и обломки амфор). Подобные святилища сооружались в честь предков покровителей рода, или орды (союза нескольких родов).
Жилищно-хозяйственный комплекс: — усадьба киевлянина X века, созданная на основе экспонируемых двух срубов. Усадьба ограждена высоким частоколом. В ней жилище и хозяйственная постройка. Сооружения сложены из сосновых брёвен «в сруб». Крыши двухскатные.
Жилище двухкамерное: изба + сени. Нижние брёвна жилой половины лежат на земле, углы сеней подпирают дубовые стояки. Пол дощатый. В жилой части, в углу справа от двери находится глинобитная печь с опечьем, сбитым из досок, деревянным дымарём, обмазанным изнутри глиной.
В экспозиции интерьера использованы подлинные вещи XI—XIII веков из археологических раскопок, а также этнографической коллекции музея.
Хозяйственная постройка имеет два яруса. Система засовов на дверях и конструкция лестницы восстановлена по оригиналу, отделка построек — по материалам раскопок.

### Дворы и общественные здания XVI—XIX веков

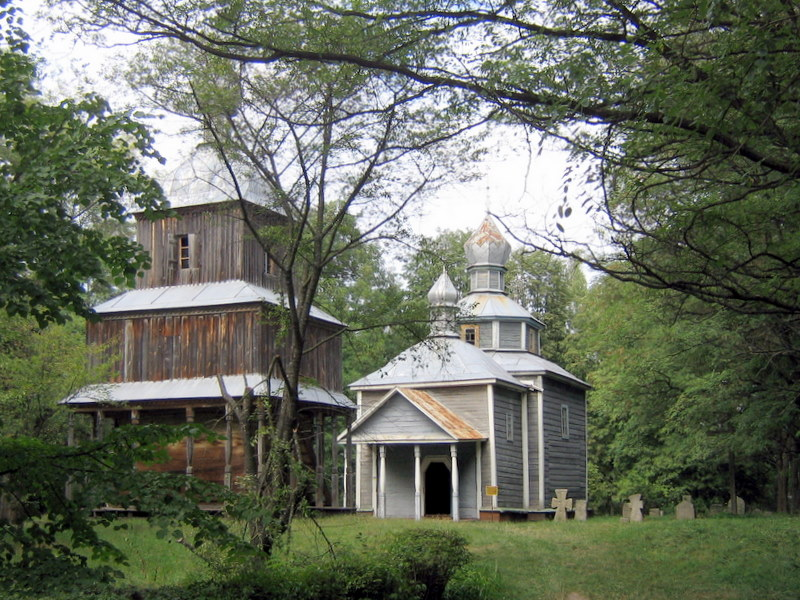
Церковь Иоанна Богослова. Белоцерковское староство (1606 год)

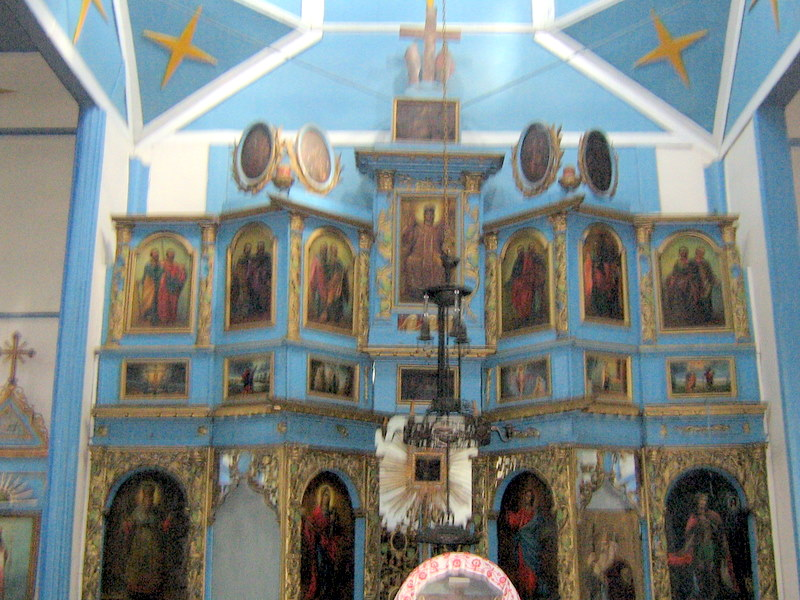
Церковь святого Георгия. Иконостас

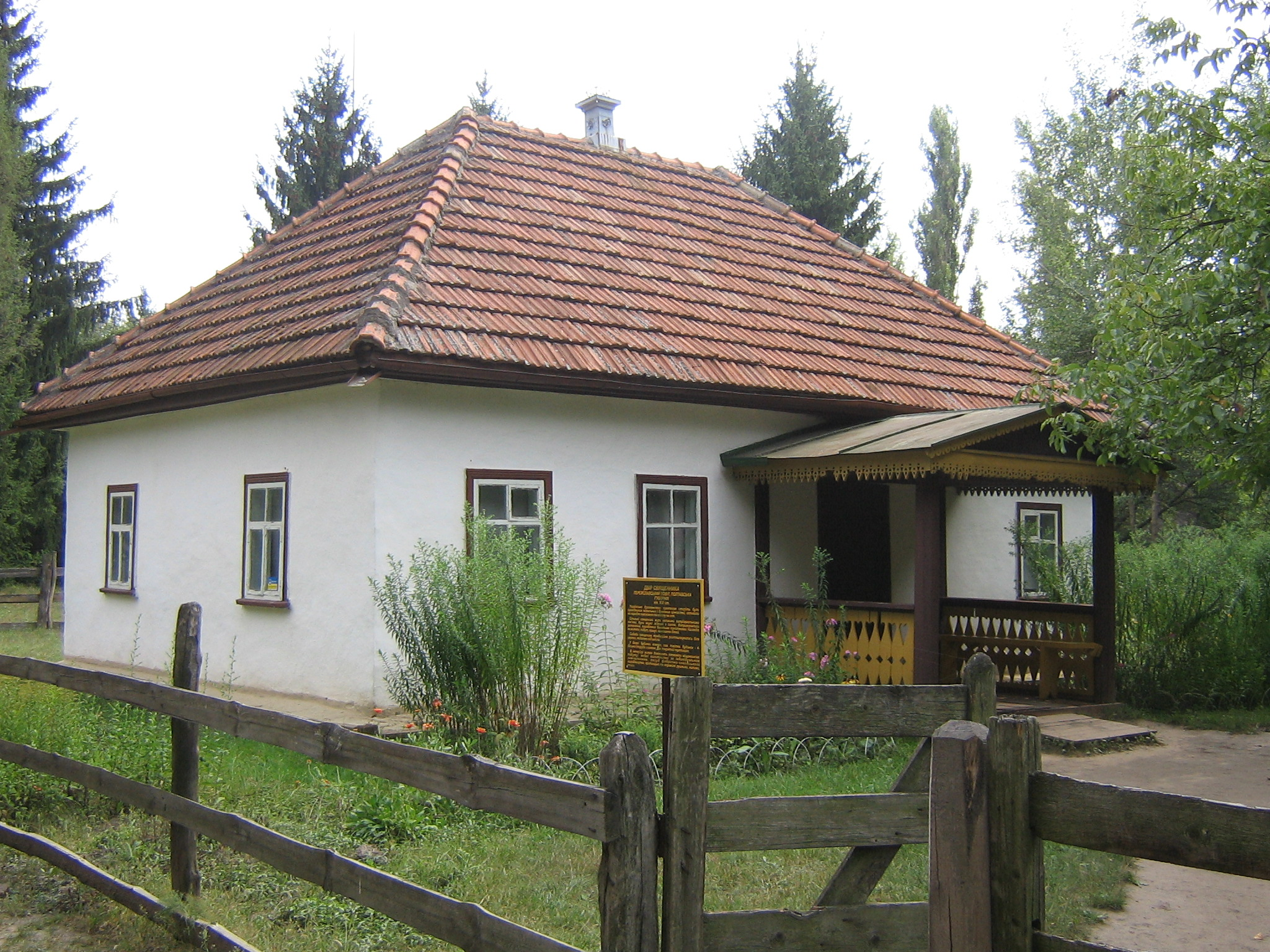
Дом священника. Переяславский уезд, Полтавская губерния. Конец XIX века

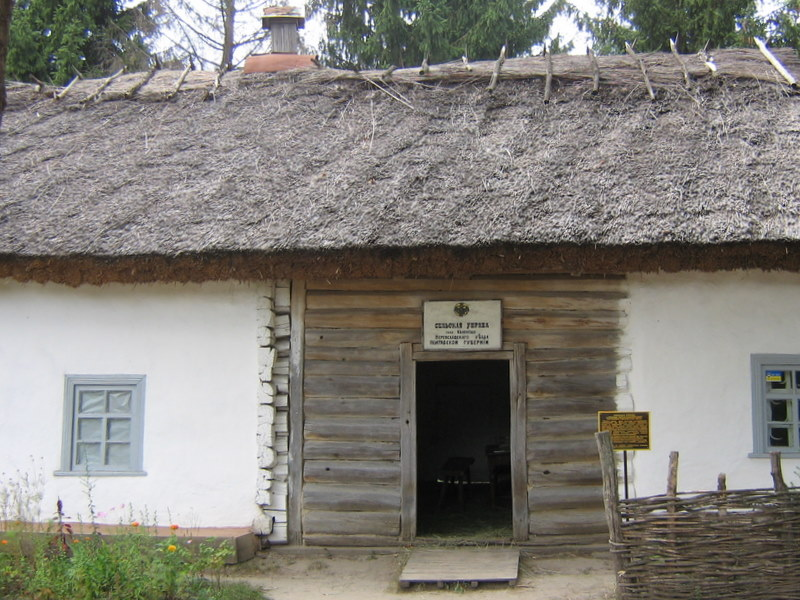
Сельская управа. с. Въюнище, Переяславский уезд, Полтавская губерния. 2-я половина XIX века

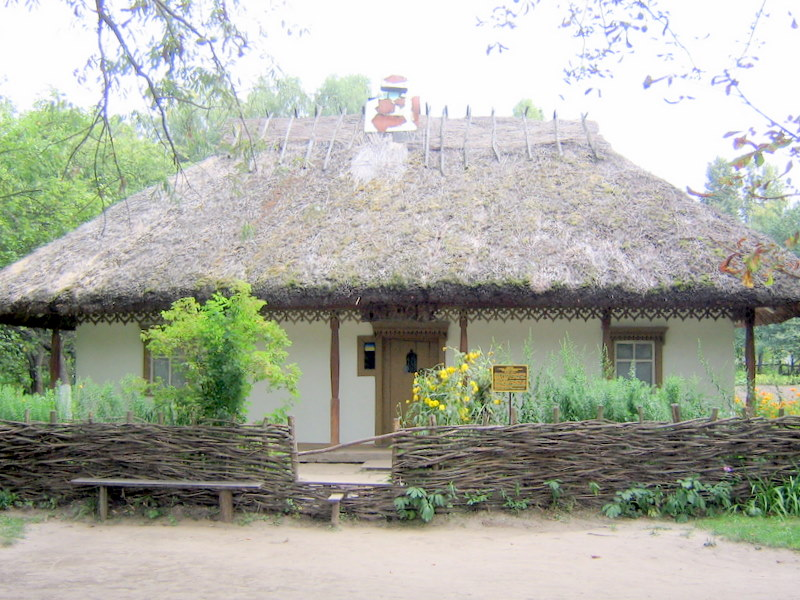
Шинок. с. Рудяков, Переяславский уезд, Полтавская губерния. 1890-е годы

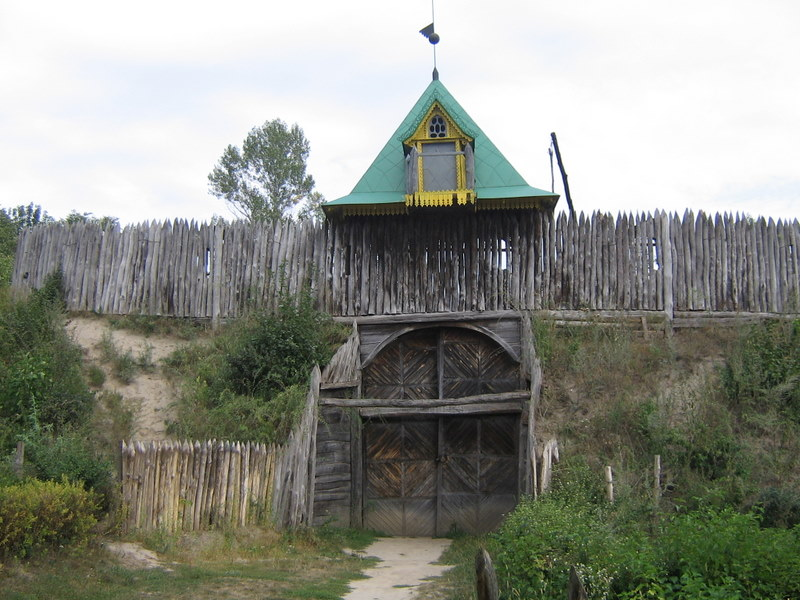
Казацкая застава XVII века. Реконструкция

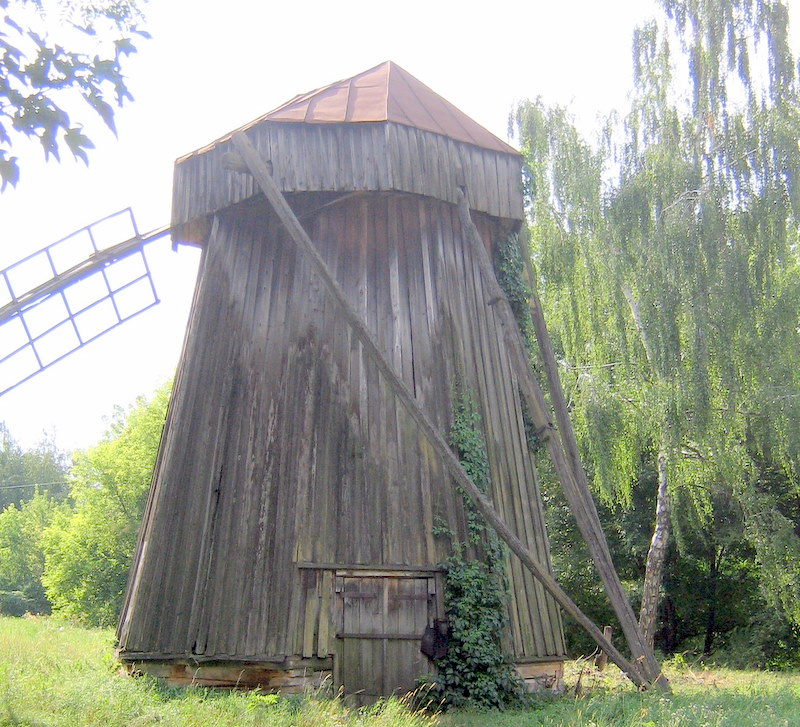
Шатровый ветряк

В экспозиции музея представлены типовые дворы из интерьеры крестьян Надднепрянщины:
- по профессиям: священника, гончара, дубильщика, бондаря, грибника, ткача, маслобойщика, столяра, жилище знахарки;
- по состоянию: безземельника, вдовы, бедняка, середняка, зажиточного крестьянина, зажиточного селянина-промышленника.

Кроме того есть копии общественных зданий: церквей, церковно-приходской школы, гамазея (общественный хлебный амбар), сельской управы.
Церковь Иоанна Богослова: Церковь входит в число древнейших, наиболее распространённых на Украине памятников казацкой эпохи. Она была построена на средства казацкой общины из тёсаных дубовых брёвен, установленных на нескольких, вкопанных в землю, каменных глыбах. Концы сруба положены в «канюки» без остатка, стены обшиты тёсом.
Трёхглавное здание с главами, расположенными в один ряд. Срубы притвора и нефа прямоугольной формы, алтарь гранёный, построен на пяти сторонах восьмигранника.
Колокольня (середина XVIII века) — трёхъярусное сооружение с галереей вокруг нижнего яруса, была перевезена из села Бушево Ракитнянского района Киевской области.
На простом казацком дворе воспроизведён казацкий некрополь. Здесь установлено 67 каменных и деревянных крестов XVIII—XIX веков с разрушенных кладбищ казацких сёл Надднепрянщины и Переяславщины, которые попали в зону затопления Каневского водохранилища.
Церковь святого Георгия — церковь из села Андруши Переяславского полка памятник архитектуры национального значения. Она была построена на средства сельской общины в 1768 году.
Церковь — однокупольное сооружение высотой 27,5 метров, крестообразная с четырёхгранником в центре и 4 рукавами по сторонам света.
Алтарь, притвор, северный и южный срубы вместе с межрукавными срубами, которые вдвое ниже высоты рукавов, образуют монолитную массу.
В 1830-х годах была пристроена колокольня. В 1845 году Т. Г. Шевченко изобразил эту церковь на рисунке «Ивы в Андрушах».
Украшена церковь очень скромно. Розетки-кресты размещены по фризу всего здания, фронтонах, по фризу центрального участка и четверика колокольни, а также на стенах четверика колокольни.
В интерьере церкви имеется богатая коллекция икон конца XIX, начала XX веков, резной деревянный аналой, коллекция деревянных и металлических крестов. Пятиярусный иконостас середины XIX века украшен замечательной резьбой. Подлинный иконостас в советское время был вывезен в Эрмитаж, поэтому музей подобрал похожий деревянный резной иконостас XIX века.
Двор священника: Сельские священники жили большими патриархальными семьями, были крепко связаны с селом, придерживались устоявшихся, выработанных многими поколениями взглядов на жизнь, быт, труд, воспитание детей.
Усадьба священника традиционно располагалась около церкви, неподалёку школы. Во дворе: дом, амбар, хлев, сарай. Дом — четырёхстенное сооружение с крыльцом. Крыша покрыта черепицей. В интерьере жилища преобладали элементы мещанского быта: мебель, изготовленная по индивидуальному заказу, посуда фабрично-заводского изготовления, кролевецкие и вышитые рушники, ковры, книги.
Сельская управа: Сельская управа — орган сельского самоуправления, обеспечивала сбор государственных налогов, осуществляла надзор за отбыванием повинностей крестьянами, за исправностью дорог, мостов, состоянием посевов зерновых, лесов, водоёмов, за соблюдением общественного порядка, оказывала помощь при пожарах и наводнениях, распределяла землю между общинниками, решала вопрос пребывания отдельных хозяев в общине, вопросы строительства и содержания школ, госпиталей.
Распорядительным органом сельской общины был сельский сход — собрание представителей всех хозяйств.
Руководство управой осуществляли староста и писарь. План управы: канцелярия + сени + холодная (расправа) + амбар.
В канцелярии и холодной представлены манекены старосты, писаря и арестованного.
Шинок: Шинки (кабаки) известны на территории Украины со времен Киевской Руси. Начиная с XVI века право на содержание шинков стало привилегией зажиточных слоёв населения; со времен Гетманщины — казацкой старшины, а позже — дворянства. В конце XIX века монопольное право на производство и продажу водочных изделий перешло в руки государства.
Особенность здания: наличие открытого крыльца (навеса) с орнаментной резьбой. План шинка: хата + сени + хатина (меньшая жилая половина в украинской хате) + амбар + амбар. Слева от входа — жилище хозяина, справа — собственно шинок с соответствующей меблировкой и оформлением. В амбаре находится оборудование с помощью которого можно наблюдать технологию получения спирта для изготовления водки — старинный самогонный аппарат.
У дверей имеется окошко для продажи водки ночью.
Казацкая застава (пост, крепость): Фортификационное сооружение казаков, которые несли караульную службу на границах казацких и государственных земель.
Крепость, окружённая рвом шириной 6 м, перед которым установлены заострённые дубовые колья, над рвом насыпан земляной вал. На валу установлен частокол с бойницами. Над воротами расположена караульная башня.
Внутри двухъярусное здание: конюшня и жилище казаков.
Слева от крепости, на холме, воспроизведена казацкая сторожевая башня — «хвигура», «гляда», или «маяк». Ряд маяков создавал самобытную систему оповещения о приближении врага.
Ветряки: Органически вписались в архитектурный облик музея 15 ветряков, которые использовались в качестве мельниц для перемалывания зерна, как крупорушки для изготовления крупы и как сукновальни. Ветряки разделялись на два типа: столбовые и шатровые («голландки»).

## Тематические музеи

### Музей украинских обрядов и обычаев

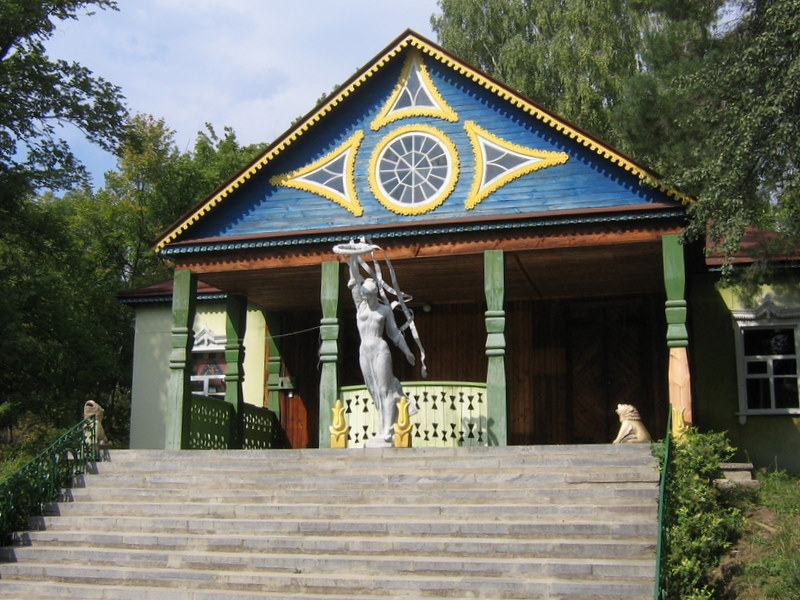
Музей украинских обрядов и обычаев

Этот музей находится на территории музея под открытым небом. Он был открыт во время празднования Зелёного Воскресенья (Троицы) в 1989 году. Экспозиция состоит из четырёх комнат, рассказывающих об обычаях, обрядах, традициях от древних времён до наших дней.
Первый зал содержит экспонаты, свидетельствующие об обычаях в дохристианский период. Во втором зале можно увидеть «ряженых», которые ходили во время рождественских праздников, приветствуя хозяев с рождением Исуса Христа. Далее изображено празднование Крещения Господня, Пасхи, Троицы и др.
В следующем зале рассказывается о семейно-бытовых праздниках и обычаях, связанных с ними. Это — свадьба, рождение ребенка, посиделки (вечёрницы), толока, похоронные обряды.
В последнем зале можно ознакомиться с современными украинскими обрядами и обычаями.

### Музей истории Украинской православной церкви

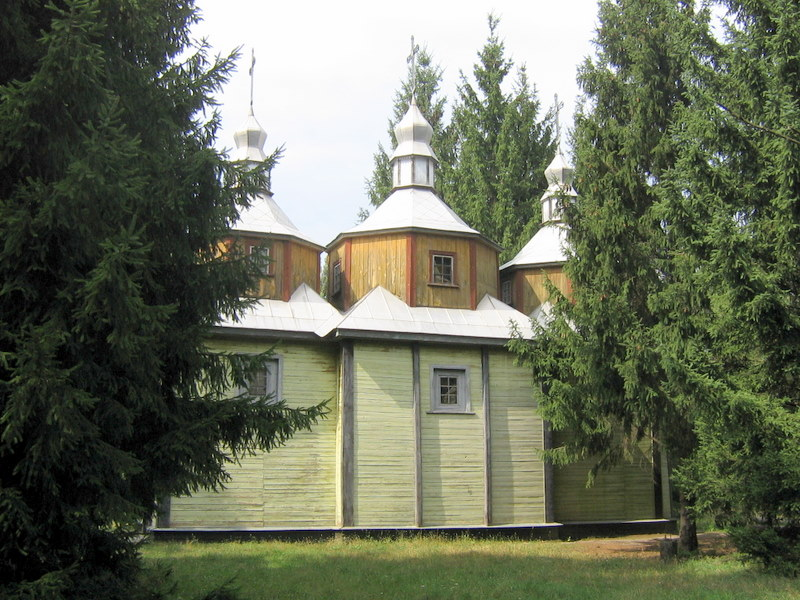
Музей истории Украинской православной церкви

В уникальном памятнике деревянного искусства — Сухоярский церкви 1775 года, перевезённой в заповедник из села Сухой Овраг Ставищенского района Киевской области, находится Музей истории Украинской православной церкви. Здание трёхсрубное с тремя куполами, средний сруб длиннее и шире остальных.
В музее экспонируется подборка материалов, связанных с жизнью Иисуса Христа, Богородицы и других святых, икона «Крещение Руси в 988 году».
В витринах размещена религиозная литература, старопечатные книги, произведения Василия Великого, Иоанна Златоуста, Григория Богослова. На стене висят иконы с изображением святых Бориса и Глеба, изображение митрополита Переяславского Ефрема.
В XVI—XVII веках церковь становится национальной. В экспозиции показан портрет Елисея Плетенецкого архимандрита Киево-Печерской лавры, который заложил в Лавре типографию и в 1616 году издал «Журнал». Далее размещены портреты гетмана Сагайдачного, а также Петра Могилы; иконы 12-ти самых главных праздников, связанных с жизнью Иисуса Христа — Рождество, Крещение, Пасха, Вознесение и другие.

### Музей рушника

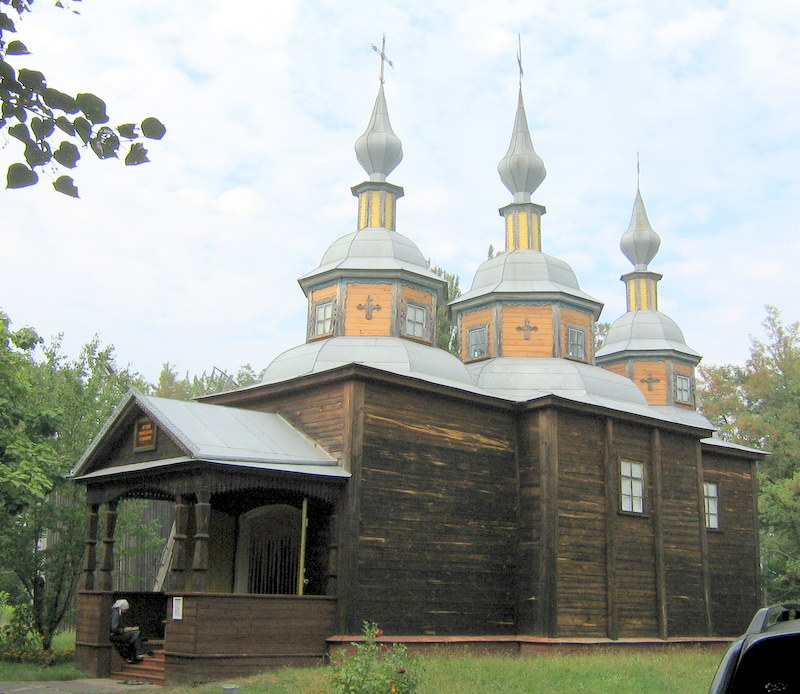
Музей рушника

В уникальном памятнике архитектурного зодчества XVII века (1651 года), перевезённом из села Пищики Сквирского района Киевской области, была создана экспозиция музея украинского рушника, который открылся для посетителей в 1995 году.
Украинский рушник — это история украинского народа. В их орнаментах сохранились древнейшие магические знаки. Изображение «дерева жизни», «богини-берегини», символов земли, воды, светил, которые нашли последующее своеобразное переосмысление и обновление.
В заповеднике экспонируется и сохраняется около 4000 рушников. В музее рушника представлено 300 рушников разных регионов (Киевская, Полтавская, Черниговская, Черкасская области, район Полесья).
В первом зале размещены знаменитые тканые рушники Переяславщины, которые датируются XIX веком. Их орнаментика берёт своё начало с древнейших веков.
Далее в экспозиции представленные тканые полесские рушники, знаменитые кролевецкие рушники и все виды рушников разных областей Украины: вышитые, тканые, вышитые «тамбурным швом», монастырские, изготовленные ажурной техникой (долблёнкой, вырезанием, затягиванием, мережкой с настилом), рушники, выполненные «крестиком» и др.

### Музей лекарственных растений
В помещении теплицы под стеклом размещён музей лекарственных растений. Двери музея украшены изображениями лекарственных растений. В первом зале музея с правой стороны сымитирован угол знахарки. Здесь над окном висит икона святого Пантелеймона-целителя, обрамлённая старинным мережковым рушником с национальной вышивкой. На стене образ святого целителя — епископа Ефрема Переяславского, который в XI веке открыл в Переяславе больницу.
На Украине знахарь пользовался уважением. Считалось, что он от Бога и использует свою силу в добрых целях.
В центре интерьера музея помещён большой портрет основоположника научной фитотерапии в Российской империи — Нестора Максимовича Амбодик-Максимовича (1744—1812), вокруг размещены портреты выдающихся фитотерапевтов:
- Михаила Андреевича и Ивана Михайловича Носаль
- Наталии Петровны и Даниила Никифоровича Зубицких
- Василия Владимировича Кархута
- Фёдора Ивановича Мамчура
- Евгения Степановича Толстухи
- Бориса Владимировича Заверухи

Во втором экспозиционном зале музея, на фоне живописных стеллажей и подвешенных расписных горшков с вечнозелёными лекарственными растениями, демонстрируется гербарий, в котором около 100 видов экспонатов, представляющих большую научную ценность лекарственных растений Среднего Приднепровья.
Посредине тыльной стены размещены витрины с наборами лекарственных растений и настойками, изготовленными Яготинским фитоцентром «Здоровье».
В верхней части размещены печатные труды выдающихся фитотерапевтов с дарственными автографами Зубицких, Толстухи, Мамчура, Заверухи, Касьяна, Боднарчука, а также Красные книги растительного и животного мира.
Здесь также имеется стенд, где описаны лечебные свойства растений и способы их употребления, а также экспонаты лекарственных растений, занесённых в Красную книгу.
На выходе, на турникете размещены рекомендации применения лекарственных растений при определённых болезнях. Экспонируется на витрине иллюстрированная большая книга — «Атлас лекарственных растений СССР».
Третий выставочный зал временно используется в качестве рабочего комплектующего цеха, где проводится черенкование, перевалка, выгонка и выращивание рассады. Здесь растут многолетние пальмы, монстеры, ампельные и цветущие растения.
Перед фасадом музея и на нижней террасе разместились фитоплантации лекарственных растений многих видов.

### Музей пчеловодства

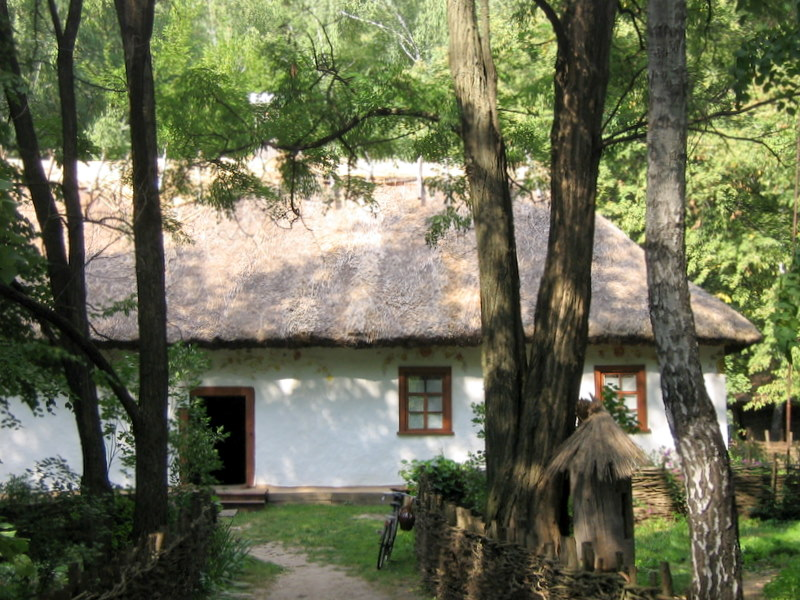
Музей пчеловодства

В доме конца XIX века, перевезённого из села Помокли Переяслав-Хмельницкого района, находится «Музей истории пчеловодства». Дом построен «в шулы»: дом, сени, хатина и кладовая. Во дворе находятся: амбар для хранения мёда, рамок ульев; вильшанник — погреб, покрытый двухскатной соломенной крышей для зимовки пасеки и улья-дуплянки середины XIX века.
При входе в музей изображён святой Зосима — покровитель пчеловодства. В кладовой размещён столярный станок с различными столярными инструментами, две медогонки конца XIX века, настенные весы, гири. В сенях расположена большая дуплянка, с помощью которой поднимали дуплянки на дерево. В доме на полках находится литература по пчеловодству, на сундуках — журналы «Пчеловодство». В углу — иконы, среди них обязательно иконы святых Зосима и Савватея — покровителей пчеловодства. В витринах экспонируется посуда периода Киевской Руси для хранения мёда, показано изготовление искусственной борти, дуплянка конца XVIII века. В центре дома есть дуплянка на две пчелиных семьи, которую подвешивали на высоту 8-10 метров с помощью специального колеса. Также в экспозиции находятся две медогонки XIX века, инструменты для ухода за пчёлами, бытовые вещи и т. д.

### Музей Н. Н. Бенардоса

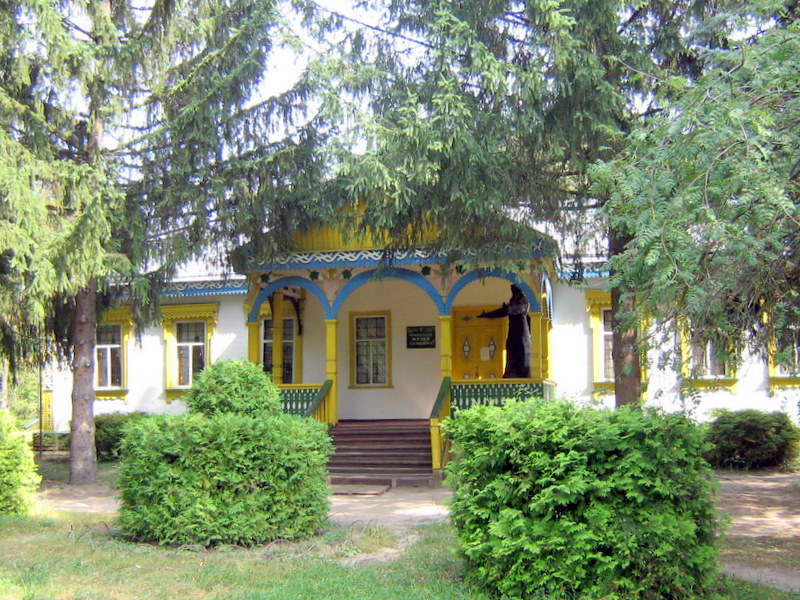
Музей Н. Н. Бенардоса

В 1981 году по решению ЮНЕСКО весь мир отмечал 100-летие одного из величайших изобретений XIX века — электрической дуговой сварки металлов. В честь этой знаменательной даты, при участии и помощи Института электросварки имени Е. О. Патона, в доме, перевезённом из села Вороньков, Бориспольского района, был открыт музей автора этого изобретения Н. Н. Бенардоса. Музей состоит из пяти комнат: рабочего кабинета, гостиной, мастерской, лаборатории, выставочного зала и прихожей.
В музее представлен рабочий кабинет изобретателя, где он работал над своими проектами. Здесь находится мебель семьи Бенардосов: стол-бюро и кресло возле него, кресло за письменным столом. На стенах — портрет хозяина кабинета конца XIX века, портреты учёных-электриков. В музее экспонируются документы, материалы, вещи быта, книги, приборы того времени, макеты, чертежи изобретений, личные вещи, литература, в которой рассказывается о жизни изобретателя и его семье, изобретениях Н. Н. Бенардоса.
Один зал музея посвящён семье Патонов. В зале демонстрируется уникальный макет пешеходного моста через Днепр, разработанный Е. О. Патоном.

### Музей декоративно прикладного искусства

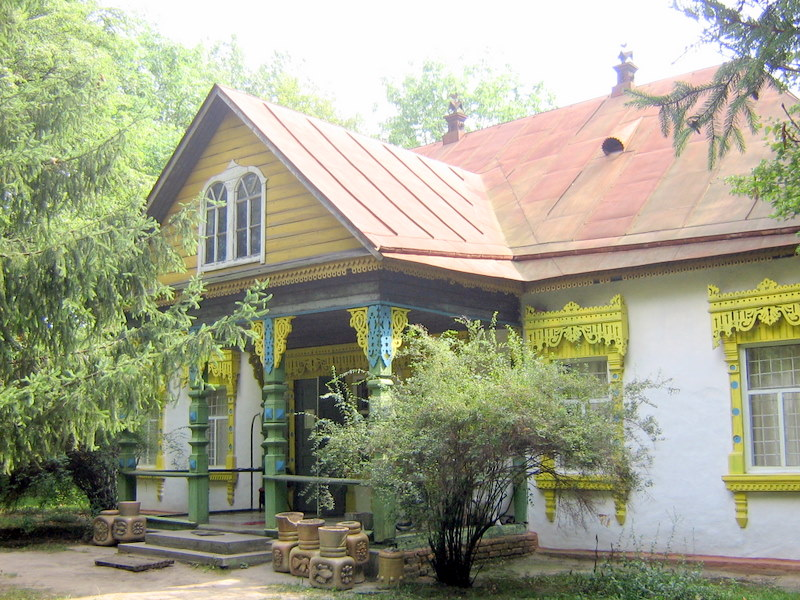
Музей декоративно прикладного искусства

Этот музей размещён в доме мелкопоместного дворянина конца XIX века, перевезённым в 1973-1974 годах из села Старовичи Иванковского района Киевской области. В пяти залах экспонируются работы известных народных мастеров, которые принимали участие в республиканских выставках 1970-1971 годов.
В первом зале размещены изделия из дерева и народное ковроделие. В музее также экспонируются различные уникальные изделия известных мастеров вышивки, ткачества, ковроделия, гончарства, различные декоративные изделия, игрушки, посуда, сервизы, хозяйственные изделия, декоративные вазы.
В одном из залов демонстрируются изделия из гутного стекла, хрусталя с декоративной росписью, художественного стекла, фарфоровые изделия Киевского экспериментально-художественного, Барановского и Городницкого фарфоровых заводов.

### Музей космоса

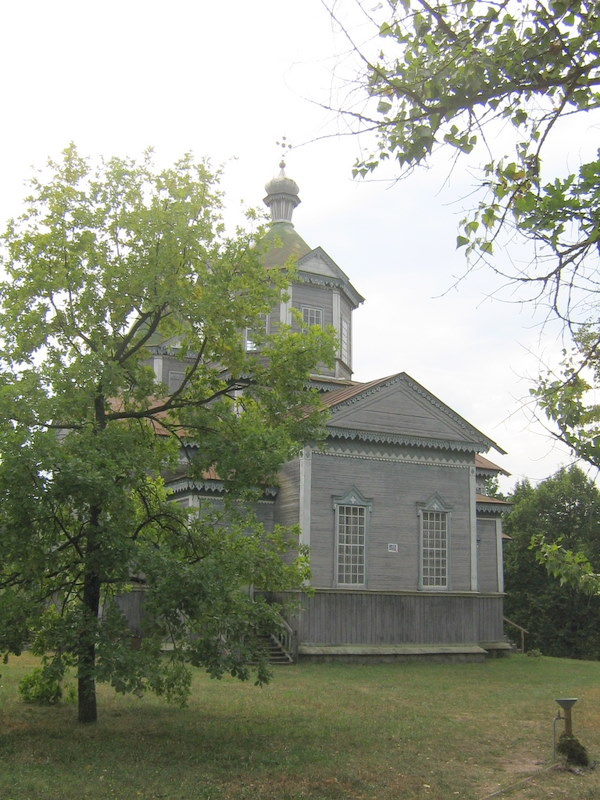
Музей космоса

Музей был создан в 1979 году, по инициативе академика А. Ю. Ишлинского и доктора технических наук С. В. Малашенко, работников историко-культурного заповедника, с помощью АН СССР, АН УССР и центра подготовки космонавтов им. Ю. А. Гагарина. Размещён он в здании памятника архитектуры — Въюнищанский церкви (1833 года постройки), которая была перенесена в заповедник и отреставрирована в 1977 году.
Уникальными экспонатами музея являются макет автоматического аппарата «Луноход-1», кресло из космического корабля «Союз», спускаемый аппарат, скафандр и парашют Ю. А. Гагарина, комплекс вычислительной техники «Минск-1», действующий макет космодрома «Байконур».
Работникам заповедника удалось воспроизвести рабочий кабинет академика С. П. Королёва, когда он учился в Киеве, рабочий кабинет одного из соавторов первого спутника Земли академика Ишлинского А. Ю.
В музее экспонируются приборы, которые использовались в космических аппаратах, на орбитальной станции «Салют», двигатель (Р-219), индикатор навигационный (ИНК-2Е), командно-сигнальное устройство (КСУ-по), табло (ЕЛС-Б-144), оригинал ракеты «Янтарь», портреты учёных основоположников космонавтики, всех советских космонавтов, побывавших в космосе, скафандр и парашют космонавта П. Р. Поповича, фотостенды, посвящённые общим полётам советских космонавтов с космонавтами других стран.

### Музей сухопутного транспорта

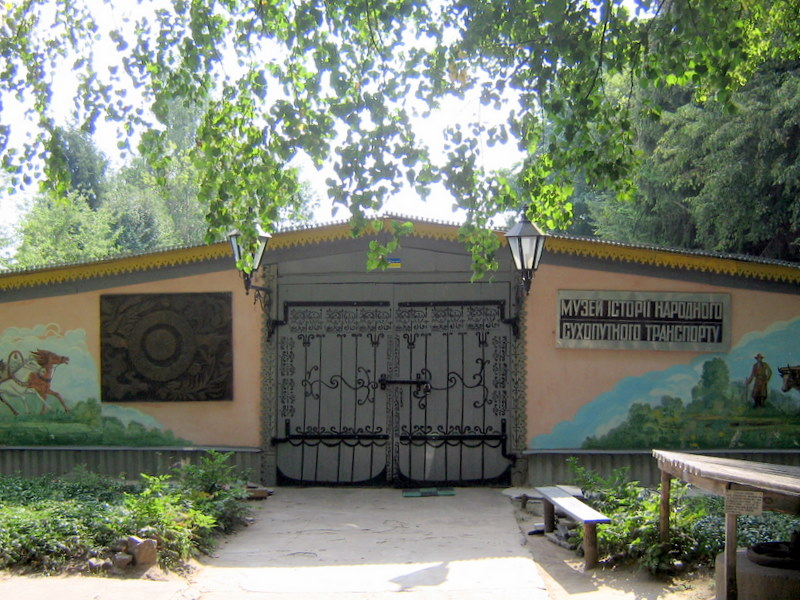
Музей сухопутного транспорта

В павильоне, имеющем 430 м² экспозиционной площади, в 1993 году был открыт музей народного сухопутного транспорта, в фондах которого хранится 1400 экспонатов.
В музее собрана уникальная коллекция транспортных средств, единственная на территории Украины. Информативно коллекция начинается с раздела архаичных времен, где представлены средства передвижения периода Трипольской культуры, скифов и кочевников XI—XIII веков. Далее экспонируется полозовый и колёсный транспорт, летний и зимний, который в свою очередь разделяется на: хозяйственный, промышленный (конный и воловий), выездной и пассажирский. Также демонстрируется сбруя, типы упряжи, ручной и вьючный транспорт.
В музее можно увидеть ободную мастерскую и кузницу, познакомиться с технологией производства телег и саней от самых простых конструкций до модифицированных тачанок, фаэтонов, каретных экипажей. В музее экспонируется отреставрированная чумацкая телега XVIII века. Экспозицию дополняют картины художника Ю. Г. Легенького «Дорогами Украины».

### Музей «Почтовая станция»

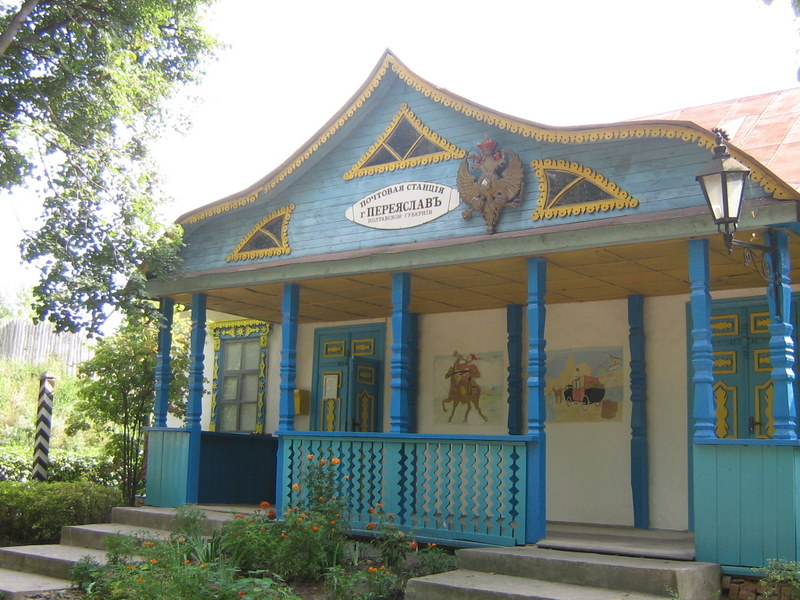
Музей «Почтовая станция»

В 1993 году для посетителей заповедника был открыт музей «Почтовая станция». Экспозиция музея, созданная в помещении почтовой станции, находившейся в городе Переяславе на углу улиц Старокиевской и Московской, воссоздаёт типичную обстановку почтовой станции XIX века. В комнате станционного смотрителя находятся скамьи и диваны для транзитных пассажиров, дорожные чемоданы, рабочий стол смотрителя станции, на котором лежат книги регистрации путешествующих, чернильница, шкатулка для прогонных денег и т. д.
Также экспонируются: «Высочайше утверждённые дорожные правила», «Постановление, до всеобщего сведения касающееся», карты-схемы почтовых трактов, карта Полтавской губернии, в которую входил Переяслав.

### Музей хлеба

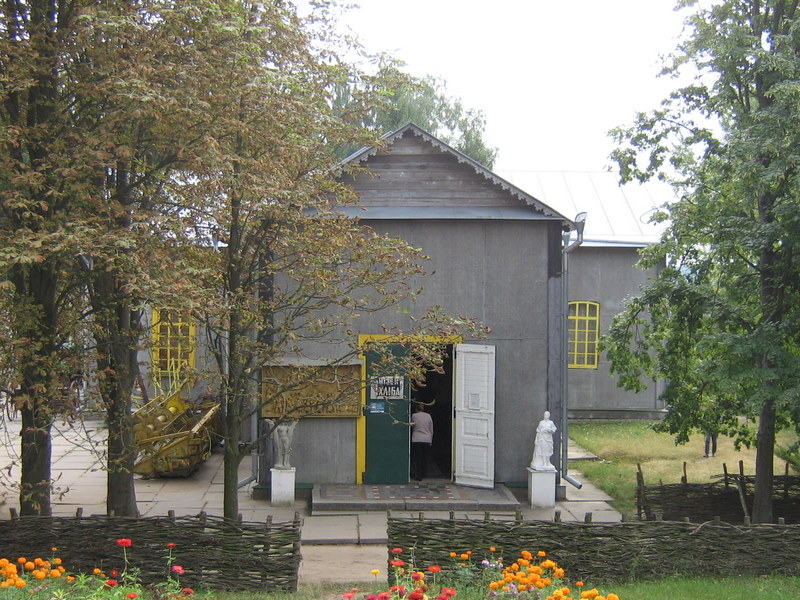
Музей хлеба

В 1984 году на территории музея под открытым небом был открыт Музей хлеба. В этом музее показано развитие земледелия и технологии выпечки хлеба от древнейших времён до наших дней.
В музейный комплекс входит площадка, на которой размещена хлебопашеская техника, дом пекаря, зерновые амбары, ветряки, паровая мельница и павильон. В павильоне показано развитие технологии выращивания, сбора, хранения и выпечки хлеба в течение всей истории человечества. В музее представлено более 3500 экспонатов. Экспонируется уникальная коллекция реликтовой пшеницы, которая выращивалась в давние времена, каменная, глиняная, а также уникальная керамическая посуда времен трипольской культуры, которая использовалась для хранения и обработки зерна. Здесь также экспонируются различные виды орудий труда, которые использовались для выращивания хлеба, одежда земледельцев, железный наральник, железный топор, локомобиль, один из первых тракторов; вещи быта, образцы различных зерновых злаковых культур, плуг, лабораторное оборудование, образцы зерна и хлеба.
Рядом с павильоном находится дом пекаря. В доме — обстановка, типичная для 2-й половины XIX века, экспонируются бытовые вещи, которые использовались для выпечки хлеба, хлебные изделия. В амбаре находятся орудия труда, бытовые вещи, инвентарь для хранения и переработки зерна.
На открытой площадке показана сельскохозяйственная техника и почвообрабатывающие орудия труда, уникальная коллекция плугов, военно-полевая пекарня, механизированный молотильный ток и «крылатый хлебороб» — «АН-2».

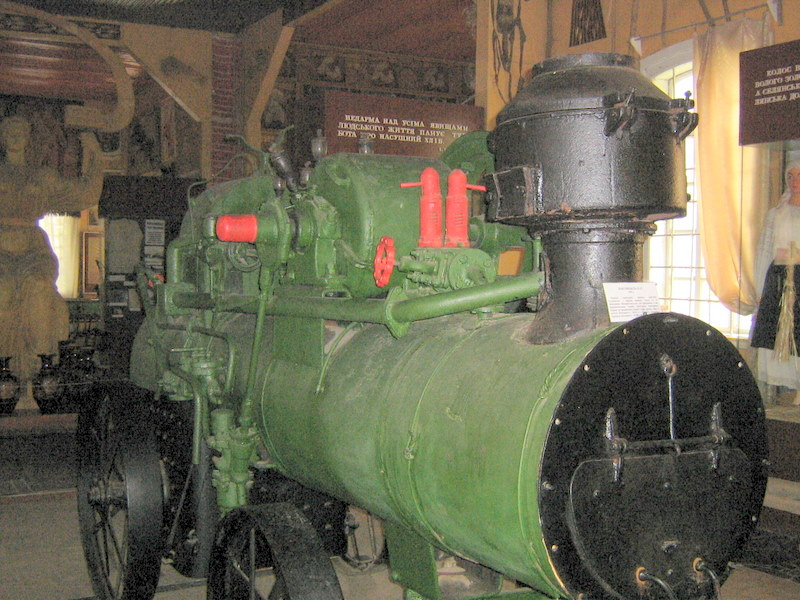
Локомобиль
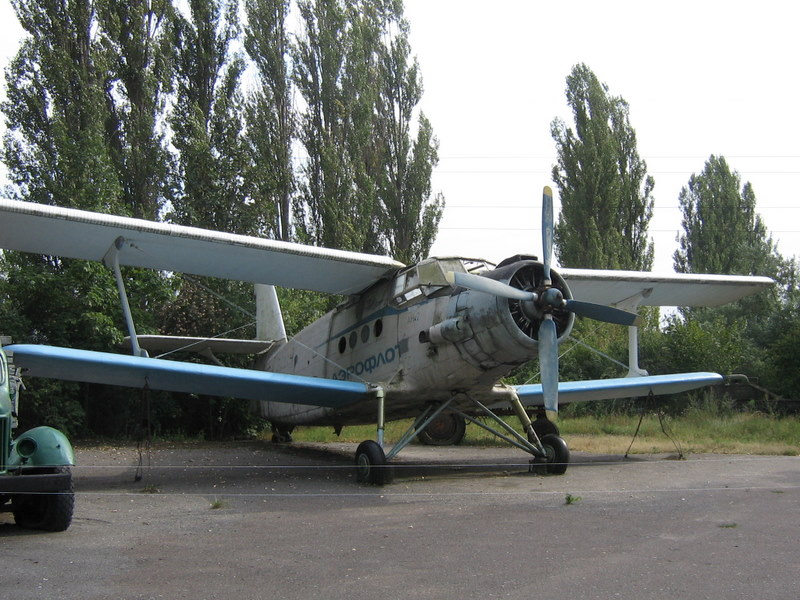
АН-2
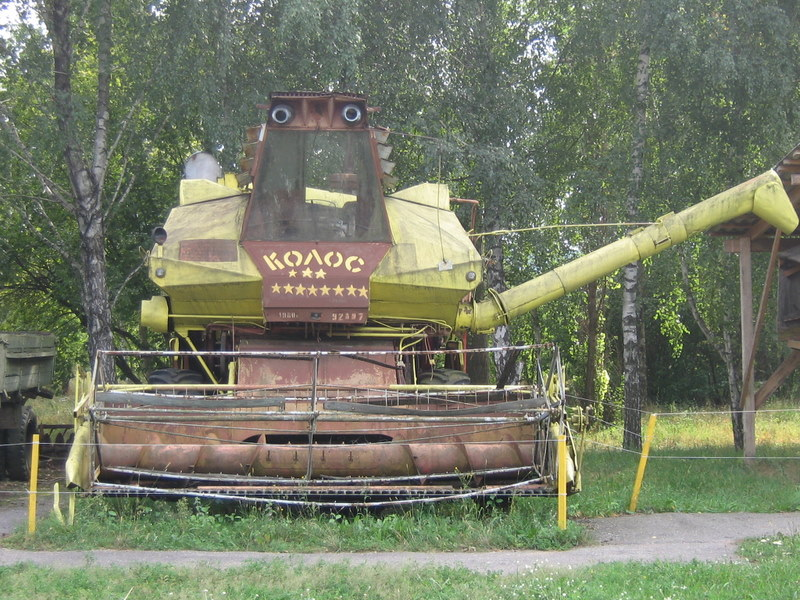
Комбайн «Колос»
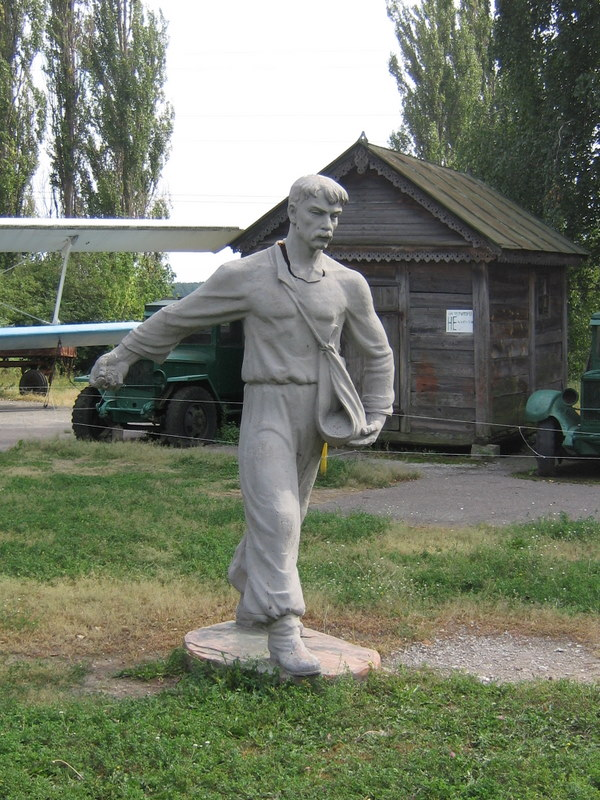
Скульптура сеятеля

### Музей Шолом-Алейхема

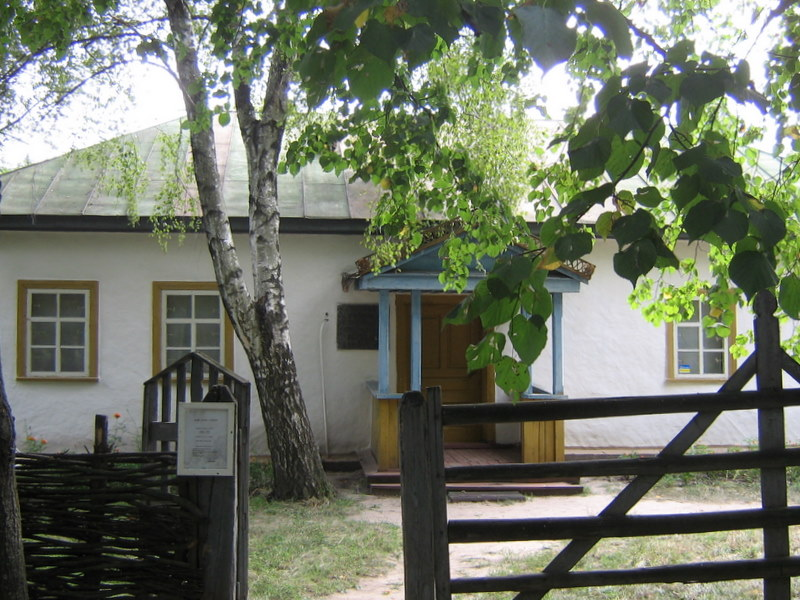
Музей Шолом-Алейхема

Открыт музей в 1978 году в честь 120-летия со дня рождения писателя. Перед домом установлен памятник Шолом-Алейхему работы известного скульптора М. С. Альтшулера.
В вестибюли музея — портрет Шолома Алейхема художника Вассермана. Справа — комната, в которой воспроизведён интерьер дома родителей писателя, деревянная кровать, стол, комод, шкаф, сервант, которые стояли в доме Рабиновичей. На стене у окна — фото Шолом-Алейхема в 18-летнем возрасте.
Во второй комнате воспроизведён рабочий кабинет отца писателя, в котором любил работать Шолом. Здесь находятся памятные вещи из дома родителей — стол, этажерка, столик, на столе — письменные принадлежности, на столике — еврейские журналы «Восход», «Русский еврей», конца XIX начала XX века. На этажерке стоят произведения Ф. Достоевского, Л. Толстого, еврейская литература 1860—1870 годов.
Рядом находится комната, в которой показан жизненный и творческий путь писателя от окончания приходского училища до последних лет жизни.
В экспозиции также представлены виды Переяслава того времени, полный сборник произведений Шолом-Алейхема и театральные афиши.

### Музей памяти Полесского района

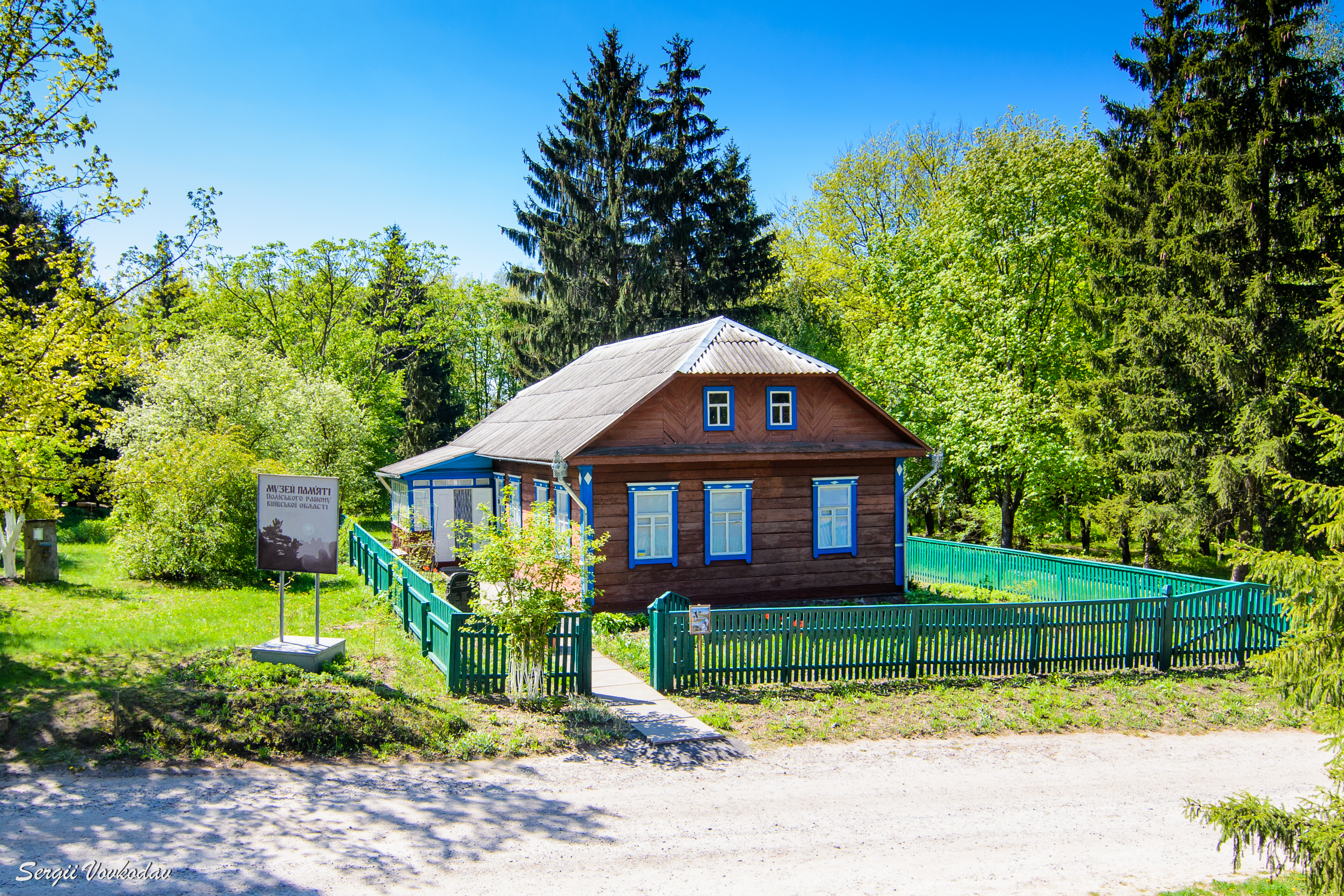
Музей памяти Полесского района. Хата из посёлка Полесское

Музей открылся 24 апреля 2004 года. Экспозиция посвящена сёлам, которые были переселены в результате аварии на Чернобыльской АЭС.